# Lhomme
Lhomme è un comune francese di 960 abitanti situato nel dipartimento della Sarthe nella regione dei Paesi della Loira.

## Geografia fisica
Lhomme è attraversato dal fiume Veuve.
I comuni confinanti con Lhomme sono Courdemanche, Ruillé-sur-Loir, La Chartre-sur-le-Loir (capoluogo del cantone), Marçon e Chahaignes.

## Società

### Evoluzione demografica
Abitanti censiti